# پولوینون
پولوینون (به انگلیسی: Pulvinone) یک ترکیب آلی موجود در برخی از قارچها مانند کپک آسپرژیلوس است. فرمول شیمیایی آن C۱۷H۱۲O۳  و جرم مولی آن ۳۲۲٬۳۳ g/mol می‌باشد. شکل ظاهری این ترکیب، سوزنی شکل زرد است.